# Comuna Pašman, Zadar
Pašman este o comună în cantonul Zadar, Croația, având o populație de 2.082 de locuitori (2011).

## Demografie
Componența etnică a comunei Pašman
     Croați (98,17%)
     Necunoscut (0,1%)
     Neclasificat (1,39%)
Componența confesională a comunei Pašman
     Catolici (96,16%)
     Necunoscută (1,44%)
     Alte religii (2,4%)
Conform recensământului din 2011, comuna Pašman avea 2.082 de locuitori. Din punct de vedere etnic, majoritatea locuitorilor (98,17%) erau croați. Apartenența etnică nu este cunoscută în cazul a 0,1% din locuitori. Din punct de vedere confesional, majoritatea locuitorilor (96,16%) erau catolici. Pentru 1,44% din locuitori nu este cunoscută apartenența confesională.